# Nabis sharpianus
Nabis sharpianus är en insektsart som först beskrevs av George Willis Kirkaldy 1902.  Nabis sharpianus ingår i släktet Nabis och familjen fältrovskinnbaggar. Inga underarter finns listade i Catalogue of Life.